# 阿南市スポーツ総合センター
阿南市スポーツ総合センター（あなんしスポーツそうごうセンター）は、徳島県阿南市七見町にある屋内スポーツ施設。愛称は2023年4月1日より阿南信用金庫が命名権を取得して「しんきんサンアリーナ」となった。2001年3月に開館。
2022年4月1日より、徳島県内でスポーツクラブを営むOKスポーツクラブ株式会社が指定管理者となっている。

## 施設
- メインアリーナ
- サブアリーナ
- 談話室
- 放送室
- 館内通路
- 観覧席（メインアリーナ）
- 温水プール

## 交通
- JR牟岐線「阿南駅」より車で約5分。